# Congrès de Chilpancingo
Le congrès de Chilpancingo (aussi congrès de Anáhuac) (espagnol : Congreso de Chilpancingo) désigne une réunion tenue à Chilpancingo, dans l'actuel État mexicain de Guerrero, de septembre à novembre 1813. À l'issue de cette réunion le Mexique se déclara formellement indépendant de l'Espagne et ce qui devait devenir la première Constitution du Mexique y fut ratifié.
José María Morelos, qui était à la tête du mouvement de la guerre d'indépendance du Mexique convoqua le Congrès national constituant de Chilpancingo. Il était composé de représentants des provinces sous son contrôle  chargés d'étudier un programme politique et social qu'il définit dans un document intitulé « Sentimientos de la Nación » (Sentiments de la Nation).
Le 13 septembre 1813, le Congrès, en présence de Morelos, approuva la déclaration d'indépendance du Mexique, établit la religion catholique et rédigea une Constitution, créant les branches législative, exécutive et judiciaire du Gouvernement. Le Congrès déclara respecter le droit de propriété mais confisqua les biens des Espagnols. L'esclavage fut aboli ainsi que toutes les distinctions sociales de classe et de race en faveur du titre « Américain » pour tous les individus. La torture, les monopoles et le système des tributs furent également abolis. Morelos se vit offrir le titre de « Generalissimo » mais le refusa et demanda à être appelé « Siervo de la Nación » (serviteur de la Nation).
Après quelques défaites militaires, le Congrès se réunit de nouveau à Apatzingán et promulgua le « Décret Constitutionnel pour la Liberté de l'Amérique Mexicaine » (Decreto Constitucional para la Libertad de la América Mexicana ) le 22 octobre 1813. Ce décret établissait un exécutif faible et un législatif fort à l'opposé de ce qu'avait demandé Morelos. Celui-ci concéda néanmoins que cela était le mieux qu'il pouvait espérer compte tenu des circonstances.
Le 6 novembre, les députés du Congrès signèrent le premier document légal dans lequel était proclamée la séparation de la Nouvelle-Espagne par rapport à la loi espagnole. l'intitulé de ce document est Acta Solemne de la Declaración de Independencia de la América Septentrional (Acte solennel de la Déclaration d'indépendance de l'Amérique septentrionale).
Liste des participants au Congrès :

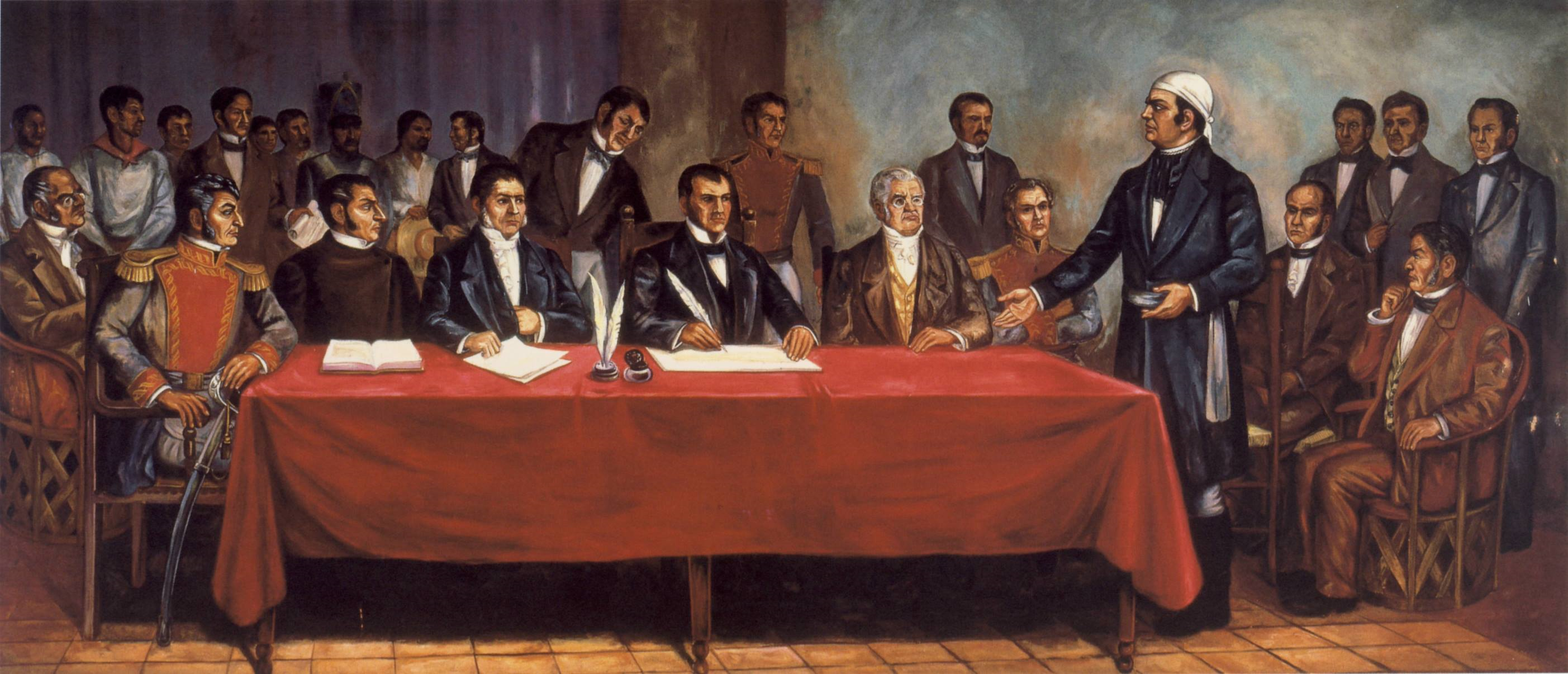
Le Congrès de Chilpancingo le jour de la rédaction de l'Acte solennel de la Déclaration d'indépendance de l'Amérique septentrionale.

- Ignacio López Rayón, province de Nueva Galicia
- José Sixto Verduzco, province de Michoacán
- José María Liceaga, province de Guanajuato
- Andrés Quintana Roo, province de Puebla
- Carlos María Bustamante, province de México
- José María de Cos, province de Zacatecas
- Cornelio Ortiz Zárate, province de Tlaxcala
- Carlos Enríquez del Castillo, secrétaire.
- José María Murguía, province de Oaxaca
- José Manuel Herrera, province de Técpan

## Sources
- Guedea, Virginia (février 2000) "The Process of Mexican Independence" The American Historical Review 105(1): pp. 116-130.
- Vazquez, Josefina Zoraida (mars 1999) "The Mexican Declaration of Independence" The Journal of American History 85(4): pp. 1362-1369.